# Войцеховская, Элина Анатольевна
Элина Анатольевна Войцеховская (род. 1964, Гомель) — белорусская поэтесса и писательница, переводчица, эссеист.

## Биография
Окончила факультет прикладной математики Белорусского университета, училась в докторантуре по компьютерным наукам Беэр-Шевского университета (Израиль). В 2012 году защитила докторскую диссертацию на отделении славистики университета им. Стендаля (Гренобль, Франция).
После 1990 г. жила в Израиле, Германии, Австрии, Бразилии, Швейцарии; с 2000 г. во Франции, в Бордо. Сборник стихов «Европа» (1998). Романы «Via Fati» («Геликон+Амфора», СПБ, 2004) и «Гибернийские хроники» («Franc-Tireur USA», 2009), последний в соавторстве с М. Сазоновым и В. Башкировым. Роман «Презренные вещи» вышел в журнале «Урал» (октябрь 2023), и отдельным изданием в издательстве «Franc-Tireur USA». Французский перевод романа вышел в 2023 г. в издательстве Le Lys Bleu.
Отдельными изданиями в переводах Войцеховской вышли две книги Келли Линк и книга Б. дю Бушерона. В Лавке языков опубликованы переводы произведений Р. М. Рильке, Г. Гессе, А. Жида и др. Публикуется в периодических журналах («Теория моды», «Знание — сила» и др.).

### Поэзия
- «Европа», Иерусалим — Базель (1998)
- «Тридцать три»
- «Утехи пантеизма»
- «Между Ω и ω»
- Подборка стихов в «Новом береге»
- Подборка в антологии «Освобожденный Улисс»
- «Песня южных гор»

### Проза
- Via Fati, Геликон+Амфора (2004)
- Гибернийские хроники (совместно с М. Сазоновым и В. Башкировым), Franc-Tireur USA (2009)
- «Презренные вещи», «Урал», октябрь 2023
- «Les choses méprisables», французский перевод романа «Презренные вещи», Le Lys Bleu (2023)

## Переводы
- А. Жид, Дневник 1895—1901, «Митин журнал» 63 (2005)
- Б. дю Бушерон «Короткий змей», «Эксмо» (2006)
- К. Линк, «Магия для чайников» и "Всё это очень странно, «Гаятри/Livebook» (2006, 2007; совместно с А. Веденичевой)
- Повесть и два рассказа из сборника «Лучшее от McSweeney’s», том 1, «Гаятри/Livebook» (2008)
- С. Мейрелес «Эпиграммы из путешествия», «Двоеточие» 20 (2013)
- А. Фёр, «Черная вода», Центрполиграф (2019)

### Переводы вЛавке языков
- И. В. Гете, Четыре элегии из цикла «EROTICA ROMANA»
- И. В. Гете, «К Лоттхен» и другие стихотворения
- Р. М. Рильке, «Давид поет перед Саулом» и другие стихотворения
- Г. Гессе, «Стихи художника»
- Ч. Милош, Два стихотворения
- А. Жид, «Тезей»
- Маркиза де Севинье, Избранные письма
- Р. Грейвс, Из сборника «Феи и фузилеры»
- Ж. Сенак, «Уроки Эдгара» (фрагменты)

## Критика
Литературный критик Ольга Балла назвала «Гибернийские хроники» «эстетической и экзистенциальной работой человеческого опыта», отмечая их как «попытку вживания в историю, соучастия с историей на равных».
Литературовед Дмитрий Бавильский считает, что Элина Войцеховская как писатель недооценена, а тиражи её произведений незаслуженно малы. Роман «Презренные вещи» Бавильский характеризует как «динамичную, сюжетную, густо заселённую книгу, … зафиксировавшую растерянность перед современным … миром, скатившимся в полную непредсказуемость».